# (157) Деянира
(157) Деянира (др.-греч. Δῃάνειρα) — небольшой астероид главного пояса, который возглавляет одноимённое семейство астероидов. Астероид был открыт 1 декабря 1875 года Альфонсом Борелли и назван в честь Деяниры, жены Геракла в древнегреческой мифологии.

Орбита астероида Деянира и его положение в Солнечной системе
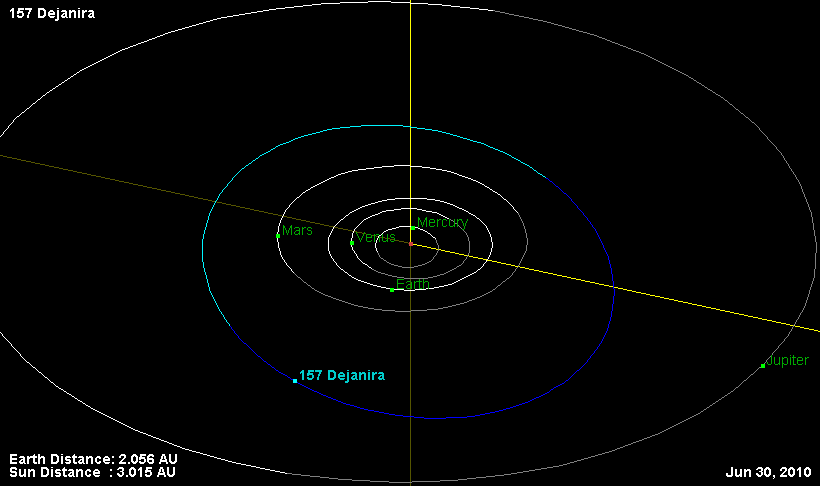
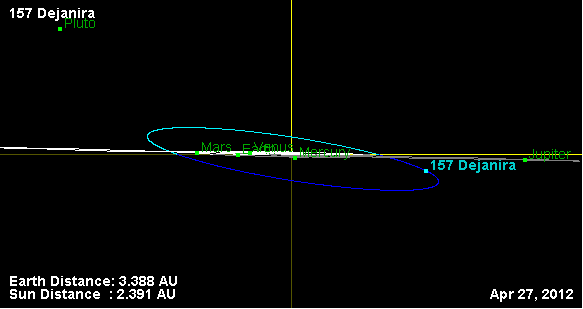